# 少女ファニーと運命の旅
『少女ファニーと運命の旅』（原題：Le Voyage de Fanny）は、2016年制作のフランス・ベルギーの映画。
ナチス・ドイツ支配下のフランスで、児童施設にかくまわれていたユダヤ人の子供たちのスイスへの決死の逃避行をユダヤ人女性ファニー・ベン＝アミの自伝をもとに描いた作品。ジャック・ドワイヨンの娘ローラ・ドワイヨン監督。

## あらすじ
1943年、ナチス・ドイツ支配下のフランス。13歳のユダヤ人少女ファニーは幼い二人の妹と共に協力者たちが秘かに運営する児童施設に匿われていたが、密告者の通報により、別の協力者の施設に移った。しかし、その施設にもナチスの手が伸びてきたため、さらに別の協力者の施設に移ることになる。
ファニー達は列車を使って移動しようとするが、ドイツ兵による厳しい取り締まりのせいで引率者とはぐれ、見知らぬ駅で8人の子供たちと共に取り残されてしまう。
もともと勝ち気さを内に秘めていたファニーはいつしか子供たちのリーダーとなって、いくつもの窮地を勇気と知恵で乗り越え、ひたすらスイスの国境を目指すのだった。

## キャスト
※括弧内は日本語吹替。(DVD未収録)
- ファニー：レオニー・スーショー（宇山玲加）
- マダム・フォーマン：セシル・ドゥ・フランス（よのひかり）
- ジャン：ステファン・ドゥ・グルート
- ヴィクトール：ライアン・ブロディ（村中知）
- エリカ：ファンティーヌ・アルデュアン（Lynn）
- ジョルジェット：ジュリアンヌ・ルプロー（佐藤美由希）
- ディアヌ：アナイス・マイリンガー（濱口綾乃）
- ラシェル：ルー・ランブレヒト
- モーリス：イゴール・ファン・デッセル（れいみ）
- マリー：マロン・レヴァナ
- ジャック：ルシアン・クーリー（佐伯美由紀）
- エリー：ヴィクトール・ムーテレ

日本語吹替版その他出演︰のぐちゆり、櫻庭有紗、よのひかり、山本格、岩中睦樹、土井真理、大津愛理、岡本沙保里、田中有紀、金子沙希、水越健、真木駿一、山本善寿、時永洋、中尾智
日本語版制作スタッフ 演出：依田孝利、翻訳：山門珠美、制作：東北新社